# Jon Conway
Jon Conway est un footballeur (joueur de soccer) américain, né le 6 mai 1977 à Media, Pennsylvanie, États-Unis. Il évolue au poste gardien de but.
Libéré par le Chicago Fire à l'issue de la saison 2011, il est repêché par le Los Angeles Galaxy. Il annonce néanmoins sa retraite le 10 janvier 2012 avant d'avoir joué avec sa nouvelle équipe.

## Clubs successifs
- 2000-déc. 2005 :  San José Earthquakes
- jan. 2006-2009 :  Red Bull New York
- 2009 :  Chivas USA
- 2010-2011 :  Toronto FC
- 2011 :  Chicago Fire

## Palmarès
- MLS Cup : 2001 et 2003